# José Carlos Bumlai
José Carlos da Costa Marques Bumlai (Corumbá, 28 de novembro de 1944), mais conhecido por José Carlos Bumlai ou simplesmente por Bumlai, é um engenheiro, empresário e pecuarista brasileiro preso e condenado pela Operação Lava Jato.

## Biografia
É pai de Maurício de Barros Bumlai, Fernando de Barros Bumlai, Cristiane de Barros Marques Bumlai Pagnoceli e Guilherme de Barros Costa Marques Bumlai. Fernando, inclusive, é casado com Neca Chaves, filha do ex-senador Pedro Chaves. 
Bumlai é nacionalmente célebre por ser um amigo do ex-presidente Luiz Inácio Lula da Silva, tendo sido envolvido e preso pela Operação Lava Jato em um empréstimo fraudulento de 12 milhões de reais. Bumlai trabalhou 30 anos na Constran e em paralelo desenvolveu uma atividade rural modelo em Mato Grosso do Sul.
Em 24 de novembro de 2015, Bumlai foi convocado para depor na CPI do BNDES, entretanto foi preso no mesmo dia e a convocação para CPI foi remarcado para 1º de dezembro do mesmo ano. Na CPI, Bumlai ficou em silêncio.
Em fevereiro de 2016, o criminalista Arnaldo Malheiros Filho, que defende o pecuarista, afirmou que o empresário, para atender à família do ex-presidente Luiz Inácio Lula da Silva, de quem é amigo, cedeu um engenheiro e um arquiteto para a reforma no sítio Santa Bárbara, em Atibaia.
Em 21 de julho de 2016, foi denunciado pelo Ministério Público Federal (MPF) por obstrução à justiça. Em 28 de julho de 2016, a Justiça Federal no Distrito Federal aceitou a denúncia, e Bumlai se tornou réu do processo.
Em 15 de setembro de 2016, Bumlai foi condenado pela Lava Jato a 9 anos e 10 meses por corrupção passiva e gestão fraudulenta de instituição financeira.

## Prisão preventiva e domiciliar
Em 24 de novembro de 2015, Bumlai foi preso pela Polícia Federal, na Operação Passe Livre, no âmbito da Operação Lava Jato. Em março de 2016, passou para prisão domiciliar em razão do diagnóstico de câncer de bexiga. Após tratamento do câncer, o Procurador-Geral da República, Rodrigo Janot, afirmou em parecer enviado ao Supremo Tribunal Federal que há "gravidade concreta" nos delitos cometidos pelo empresário José Carlos Bumlai que justificam que ele permaneça preso. No documento, o procurador também aponta riscos de que Bumlai continuará a cometer crimes caso seja solto. Em agosto de 2016, o juiz Sergio Moro determinou que Bumlai voltasse a prisão por representar risco à investigação e pelo estado de saúde de Bumlai ser estável.

## Colaboração com a justiça
Em 30 de maio, em tentativa de fechar acordo de delação premiada, o pecuarista afirmou à Justiça Federal que o PT "assumiu totalmente" o empréstimo de R$ 12 milhões tomado de forma fraudulenta em 2004 em seu nome no Banco Schahin. A Operação Lava Jato descobriu que o valor nunca foi pago pelo partido e que o negócio foi compensado ao grupo empresarial com um contrato de US$ 1,6 bilhão, na Petrobras, cinco anos depois.
| “ | O empréstimo foi assumido pelo PT, totalmente assumido pelo PT | ” |

## Denúncia e condenação

### Denunciado pelo MPF
Em 21 de julho de 2016, foi denunciado pelo MPF por obstrução à justiça na Lava Jato. Em 28 de julho de 2016, a Justiça Federal do Distrito Federal aceitou a denúncia contra Bumlai, acusado de participar de uma trama para comprar a delação premiada do ex-diretor da Petrobras Nestor Cerveró.

### Condenado pela Justiça do Paraná
No dia 15 de setembro de 2016, Bumlai foi condenado pela Operação Lava Jato a 9 anos e 10 meses pelos crimes de corrupção passiva e gestão fraudulenta de instituição financeira.
"A prática do crime envolveu fraudes de especial complexidade, como a quitação por simulação de dação em pagamento de semoventes, de difícil detecção, e ainda a utilização de empresa estatal em benefício indevido de agremiação partidária e do próprio condenado", afirmou o juiz em sua sentença.

## Problemas de saúde
Em março de 2016, Bumlai veio a ser diagnosticado com câncer na bexiga. No mesmo mês, o juiz Sergio Moro autorizou por três meses a prisão domiciliar de Bumlai em razão desse diagnóstico.